# Lluís VI de Hessen-Darmstadt
Lluís VI de Hessen-Darmstadt (en alemany Ludwig VI von Hessen-Darmstadt; 1630–1678) fou un noble alemany, landgravi de Hessen-Darmstadt.

## Vida
Lluís va néixer a Darmstadt (Alemanya) el 25 de gener de 1630, fill del landgravi Jordi II (1605-1661) i de Sofia Elionor de Saxònia (1609-1671).
Després de la mort del seu pare, el 1661, es va convertir en landgravi de Hessen-Darmstadt. Aquell mateix any, el duc Guillem de Saxònia-Weimar el va incorporar a la Societat Fructífera, on va conèixer Frederic I de Saxònia-Gotha, amb la germana del qual es casà el 1666. Lluís VI era escriptor, autor de diverses obres literàries, especialment de poesia.
Va morir a la mateixa ciutat de Darmstadt el 24 d'abril de 1678.

## Matrimoni i fills
El 24 de novembre de 1650, es va casar amb la seva cosina Maria Elisabet de Schleswig-Holstein-Gottorp (1634-1665), filla de Frederic III i de Maria Elisabet de Saxònia. El matrimoni va tenir vuit fills: 
- Jordi (1654-1655).
- Magdalena Sibil·la (1652-1712), casada amb el duc Guillem Lluís de Württemberg (1647-1677).
- Sofia Elionor, nascuda i morta el 1653.
- Maria Elisabet (1656-1715), casada amb el duc Enric de Saxònia-Roemhild (1650-1710).
- Augusta Magdalena (1657-1674).
- Lluis VII (1658-1678).
- Frederic (1659-1676).
- Sofia Maria (1661-1712) casada amb el duc Cristiá de Saxònia-Eisenberg (1653-1707).

Havent enviudat, el 5 de desembre de 1666 es casà amb Elisabet Dorotea de Saxònia-Gotha-Altenburg (1640-1709), filla d'Ernest I de Saxònia-Gotha-Altenburg (1601-1675) i d'Elisabet Sofia de Saxònia-Altenburg (1619-1680). D'aquest segon matrimoni en va tenir vuit fills més: 
- Ernest Lluis (1667-1739), casat primer amb la princesa Dorotea Carlota de Brandenburg-Ansbach (1661-1705), i després amb la comtessa Lluïsa Sofia de Spiegel (1690-1751).
- Jordi (1669-1705).
- Sofia Lluïsa (1670-1758), casada amb Ernest Albert II d'Oettingen-Oettingen (1669-1731).
- Felip (1671-1736),casat amb Maria Teresa de Croy (1673-1714).
- Joan (1672-1673).
- Enric (1674-1741).
- Elisabet Dorotea (1676-1721), casada amb Frederic III de Hessen-Homburg (1673-1746).
- Frederic (1677-1708), casat amb Petronella de Stockhausen Mans (1677-1751).